# Vila Real (stad)
Vila Real is een stad en gemeente in het Portugese district Vila Real.
De gemeente heeft een totale oppervlakte van 377 km² en telde 49.957 inwoners in 2001. De stad telt ongeveer 16.000 inwoners.

## Geschiedenis
Omstreeks 714 namen moslimtroepen onder Musa ibn Nusayr de stad en het nabijgelegen Viseu in.

## Bezienswaardigheden

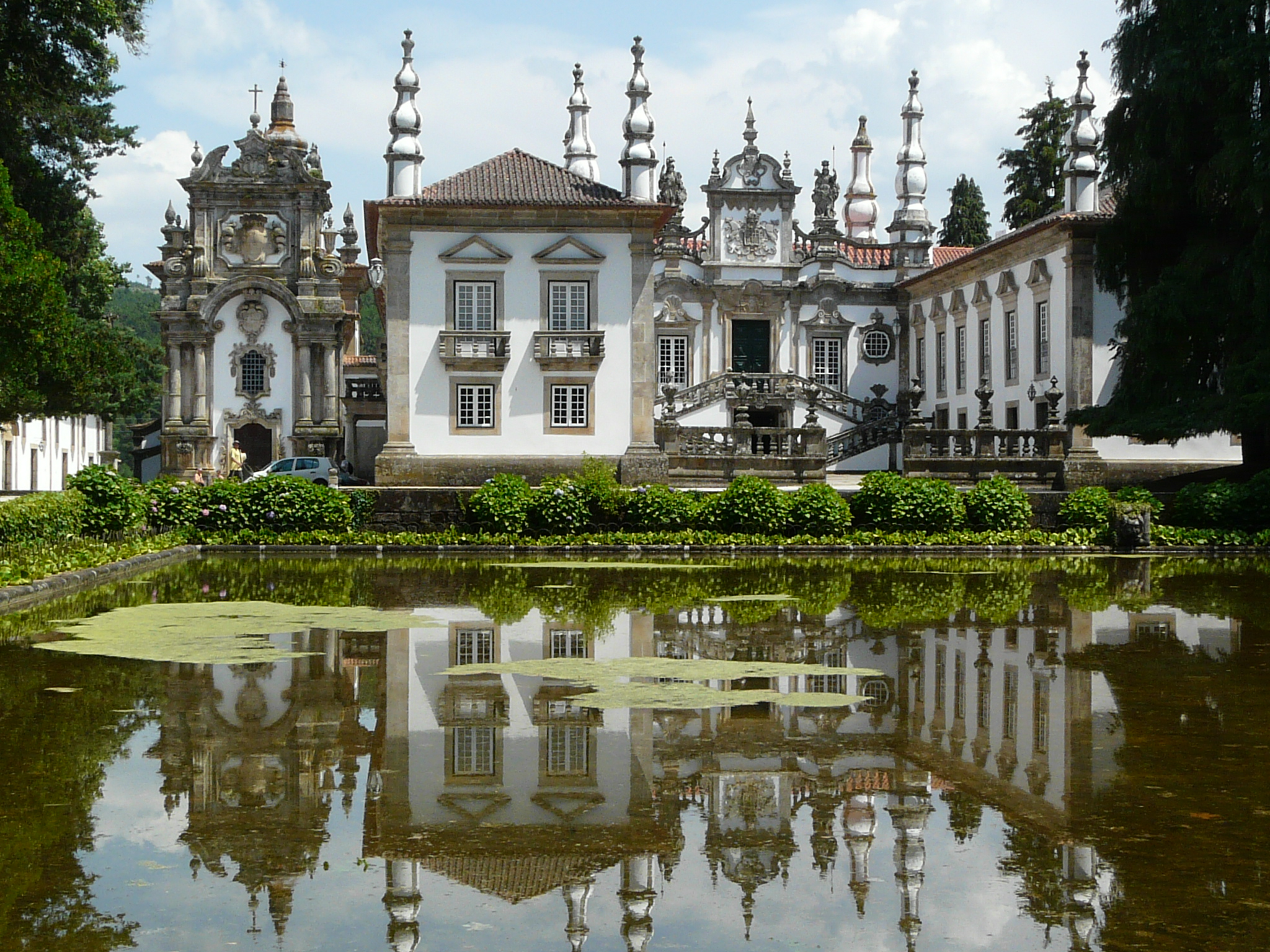
Palácio de Mateus

- Palácio de Mateus

## Kernen

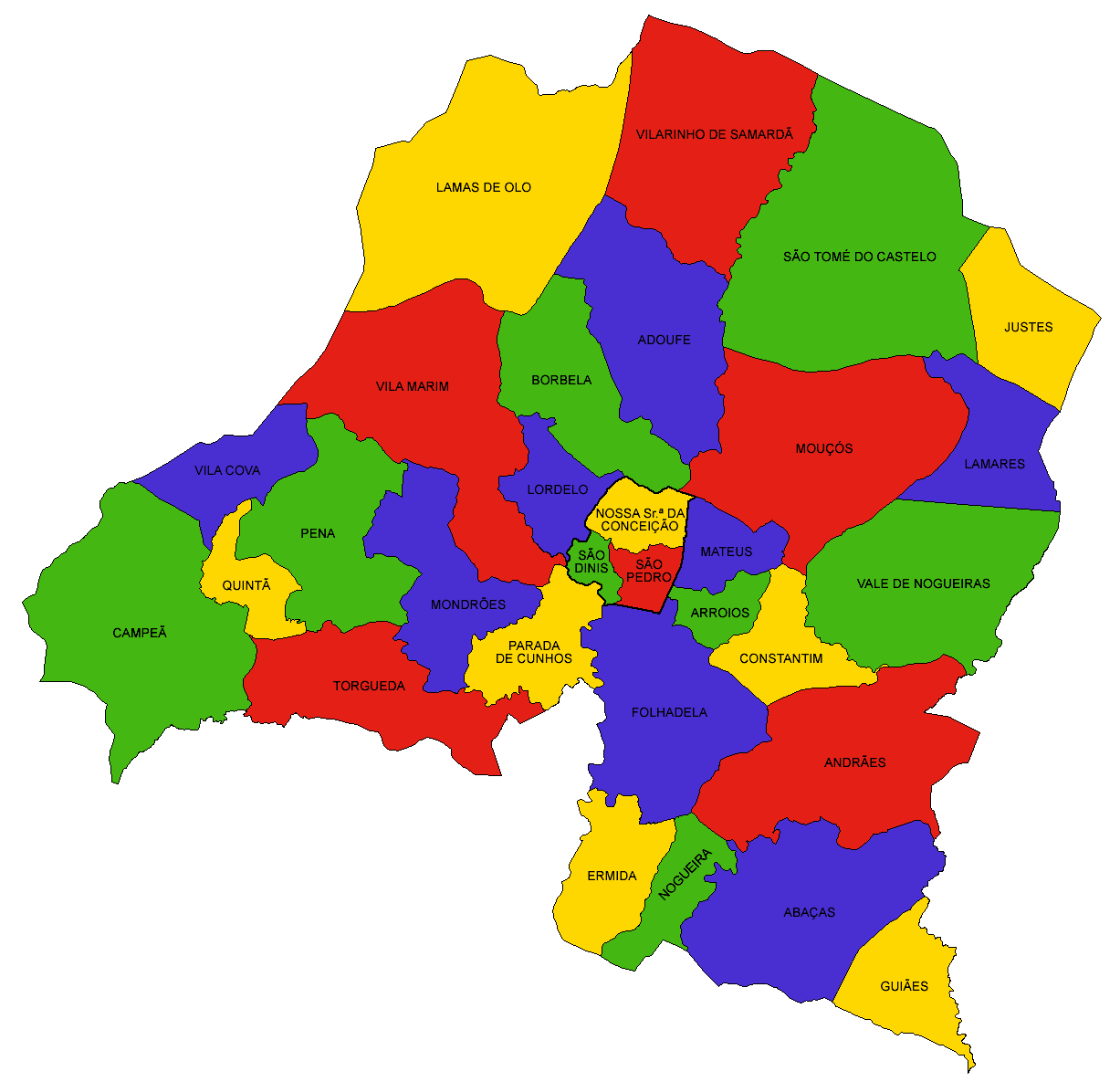
Freguesias van de gemeente Vila Real

| - Abaças - Adoufe - Andrães - Arroios (periurbaan) - Borbela (periurbana) - Campeã - Constantim (periurbaan) - Ermida - Folhadela (periurbana) - Guiães - Justes - Lamares - Lamas de Olo - Lordelo | - Mateus (periurbaan) - Mondrões - Mouçós - Nogueira - Nossa Senhora da Conceição (urbaan) - Parada de Cunhos (periurbana) - Pena - Quintã - São Dinis (urbaan) - São Pedro (urbaan) - São Tomé do Castelo - Torgueda - Vale de Nogueiras - Vila Cova - Vila Marim - Vilarinho de Samardã |

## Geboren
- Diogo Cão (ca.1440-ca.1486), ontdekkingsreiziger. Ontdekte in 1482 onder meer de monding van de Kongostroom in Afrika.
- Tiago Rodrigues (1992), voetballer
- Andreia Faria (2000), voetbalster